# Nic Pizzolatto
Nic Pizzolatto, né le 18 octobre 1975 à La Nouvelle-Orléans dans l'État de Louisiane, est un écrivain, scénariste et producteur américain.

## Biographie
Nic Pizzolatto est né en Nouvelle-Orléans de Nick Pizzolatto Jr. et de Sheila Sierra. Il a fait ses études à l'Université de l'Arkansas et l'Université d'État de Louisiane. 
Il a écrit deux livres et enseigné la littérature à l'Université de Caroline du Nord à Chapel Hill, l'Université de Chicago et l'université DePauw avant de quitter l'enseignement en 2010.
Son premier roman Galveston est publié en 2010 par les Éditions Scribner. Il est traduit et publié en France par les Éditions Belfond. Il a également été publié en Italie, à Hong-Kong et en Allemagne.
En 2012, il a créé la série américaine True Detective, diffusée par la chaîne HBO depuis janvier 2014 et réalisée par Cary Fukunaga. Il est également producteur délégué et showrunner de cette série.

## Œuvre

### Littérature
- 2006 : Between Here and the Yellow Sea
- 2010 : Galveston

### Séries télévisées
- 2014 : True Detective

### Films

#### Scénariste
- 2018 : Galveston de Mélanie Laurent (d'après son propre roman)
- 2021 : The Guilty d’Antoine Fuqua

#### Réalisateur
- 2025 : Easy's Waltz

## Distinctions
- 2011 : Prix du premier roman étranger pour le roman Galveston[3]